# Rondania insularis
Rondania insularis là một loài ruồi trong họ Tachinidae.